# Имеретинская низменность
Имеретинская низменность — низменность, расположенная в пгт Сириус на побережье Чёрного моря в междуречье реки Мзымта и реки Псоу, по которой проходит государственная граница России. На территории Имеретинской низменности расположены Олимпийский парк и другие объекты прибрежного кластера, возведённые к XXII зимним Олимпийским играм 2014 года. Название происходит от грузинского региона Имерети (Имеретия). Эта территория раньше входила в Имеретинское царство западной Грузии.

## Населённые пункты
На территории низменности до строительства олимпийских объектов Олимпиады-2014 располагались населённые пункты: Нижне-Имеретинская бухта, совхозы «Россия», «Южные культуры», посёлок Мирный.

## Флора и фауна
Уникальность Имеретинской низменности признало ещё царское правительство, в 1911 году присвоив ей статус особо охраняемой природной зоны.
В настоящее время на территории природного парка встречается 179 видов птиц, они здесь гнездятся, зимуют или останавливаются во время миграций. 18 из них занесены в Красную книгу Краснодарского края и 16 видов занесены в Красную книгу РФ.

## Освоение территории низменности и современное использование
Имеретинская низменность занимает территорию площадью около 1300 га.
На территории низменности расположены остатки христианского храма IX—X веков, на основе которых в настоящее время планируется устроить музей.
Одними из первых в районе Имеретинской бухты казаками-некрасовцами был образован посёлок Марлинский, большая часть населения которого в 2011 году была переселена в посёлок Некрасовское, так как их дома и земельные участки были изъяты под олимпийские нужды.
В настоящее время на территории Имеретинской низменности построены главные спортивные сооружения прибрежного кластера XXII Зимней Олимпиады в Сочи, Олимпийский парк, тематический парк развлечений, большое количество гостиниц, железнодорожный вокзал. Также, в устье Мзымты был построен порт Сочи Имеретинский, который после Олимпиады планируется преобразовать в яхт-марину.
В целях сохранения статуса ключевой орнитологической территории международного значения, а также сохранения, восстановления, воспроизводства объектов животного мира и среды их обитания был создан природный орнитологический парк в Имеретинской низменности общей площадью 298,59 га. Природный орнитологический парк состоит из 14 кластеров, 6 из которых располагаются на низкогорных холмах в долине реки Псоу и ещё 8 — непосредственно на Имеретинской низменности.
При строительстве олимпийских объектов был перекрыт вынос песка и гальки рекой Мзымта на пляжи Имеретинской низменности. В результате пляжи разрушаются и части низменности угрожает затопление.
Из подчинённых Адлерскому району г. Сочи территорий в Имеретинской низменности 1 февраля 2020 года был выделен посёлок городского типа Сириус.